# Верников, Яков Ильич
Яков Ильич Верников (31 октября 1920, Спас-Деменск, Калужская губерния — 30 сентября 1993, Москва) — Герой Советского Союза (18 ноября 1944), заслуженный лётчик-испытатель СССР (20 сентября 1960), заслуженный мастер спорта СССР (1975), генерал-майор авиации (1971).

## Биография
Родился в городе Спас-Деменск Калужской области в еврейской семье. С 1921 жил в Смоленске. С 1936 занимался авиамодельным и планерным спортом в Смоленском аэроклубе (учился вместе с Феликсом Кугелем). В 1937 окончил самолётное отделение Смоленского аэроклуба и был оставлен в нём лётчиком-инструктором.
В армии с 1938. В 1940 окончил Одесскую ВАШЛ. Служил в строевых частях ВВС.
Участник Великой Отечественной войны: в июне-августе 1941 — лётчик 124-го истребительного авиационного полка (Западный фронт); в августе 1941-апреле 1944 — лётчик, командир звена, АЭ 234-го истребительного авиационного полка (Западный и Юго-Западный фронты ПВО); в апреле 1944-мае 1945 — заместитель командира — штурман 145-го гвардейского истребительного авиационного полка (Прибалтийский фронт). Совершил 424 боевых вылета, провёл 68 воздушных боёв, в которых сбил лично 15 самолётов противника и 1 в паре с ведомым.
После войны продолжал службу в строевых частях ВВС.
С февраля 1946 по июль 1966 — на лётно-испытательной работе в ЛИИ.
Выполнил первый полёт и провёл испытания И-320 («Р-1») (16.04.1949), «150» (5.10.1952), Ан-8 (11.02.1956), Ан-10 (7.03.1957), Ан-12 (16.12.1957). Провёл испытания на штопор МиГ-9 (1948) и Ла-11 (1949); испытания МиГ-15 на прямой и перевёрнутый штопор (1949—1950); Ан-10 и Ан-12 на критических режимах (1958—1959); Ту-95 на больших углах (1960); испытания двигателя ТВ-2Т на Ту-4ЛЛ (1955). В 1949—1950 участвовал в полётах по отработке системы дозаправки самолёта Ту-4, первым провёл заправку ночью. Принимал участие в испытаниях Як-15 (1947), СЕ (1951), Ту-126 (1962).
В 1956 окончил Военно-воздушную академию.

Плита колумбария Верникова на Быковском кладбище Жуковского.

В 1966—1976 — старший лётчик-испытатель ОКБ С. В. Ильюшина. Выполнил первый полёт и провёл испытания Ил-62М (1969). Участвовал в испытаниях Ил-18, Ил-38, Ил-62, Ил-76. В 1975 установил 4 мировых авиационных рекорда грузоподъёмности на Ил-76.
С 1975 — в запасе. В январе-мае 1976 — вновь на лётно-испытательной работе в ЛИИ.
С 1976 работал в ОКБ А. С. Яковлева: заместителем начальника ЛИК (1976—1979), начальником ЛИК (1979—1985), ведущим инженером по лётным испытаниям (1985—1988).
Жил в городе Жуковский Московской области, в последние годы — в Москве.
Умер 30 сентября 1993 года. Похоронен в Жуковском, на Быковском кладбище.

## Награды
- Награждён двумя орденами Ленина, орденом Октябрьской Революции, четырьмя орденами Красного Знамени, орденом Отечественной войны 1-й степени, орденом Трудового Красного Знамени, тремя орденами Красной Звезды, медалями.